# Versão padrão inglesa

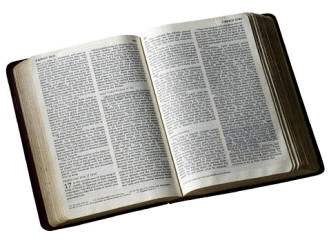
Bliblia

A Versão padrão inglesa (ESV, em inglês) é uma tradução da Bíblia e uma revisão da Revised Standard Version  de 1971. A primeira edição foi publicada em 2001 por Crossway Bibles , uma divisão da  Good News Publishers .

## Filosofia da tradução
A intenção declarada dos traditores foi produzir uma tradução em conformidade com a tradição inicianda com o reformador William Tyndale em 1525–26 e que culminou com a King James Version de 1611. Exemplos de outras traduções que seguem o mesmo modelo são Revised Version  (1881–85), a American Standard Version  (1901) e a Revised Standard Version  (1946–1971) - cada uma a seu próprio modo, buscam seguir a filosofia da tradução literal.

## História
O trabalho dessa tradução com o estilo mais solto das traduções mais recentes da Bíblia.